# КК Ајсберен Бремерхафен
КК Ајсберен Бремерхафен је немачки кошаркашки клуб из Бремерхафена. Клуб је основан 2001. године а од 2005. играју у највишем рангу, Бундеслиги Немачке.

## Познатији играчи
- Маркус Слотер
- Норман Ричардсон